# Patrick Jarry
Pour les articles homonymes, voir Jarry.
Patrick Jarry, né le 28 mai 1954, est un homme politique français. Il est maire de Nanterre de 2004 à 2023 et conseiller départemental des Hauts-de-Seine depuis 2008.

## Biographie

### Formation
Il est titulaire d’un diplôme d’ingénieur de l’École des Ponts et Chaussées.

### Positionnement politique
Il est membre des Jeunesses communistes dès la classe de troisième, puis s'investit dans le militantisme lycéen. Membre du Parti communiste français, il est secrétaire à 25 ans de la section PCF de Nanterre et journaliste à L'Éveil, l'hebdomadaire local du PCF.
Il est membre de la Fédération pour une alternative sociale et écologique (FASE) mais, en 2009, déclare être toujours membre du PCF,.
En 2010, il est l'un des fondateurs de Gauche citoyenne à Nanterre.

### Fonctions électives
En 1994, lors de la création des contrats de ville, il prépare l'accord de la ville de Nanterre avec l'État, puis le conseil général et la région Ile-de-France. Il continue à piloter ce dispositif avec les associations nanterriennes jusqu'à son accession à la fonction de maire.
Il est aussi l'un des élus chargés du pilotage des Assises pour la ville, processus de participation à la vie politique locale engagé depuis 1994 à Nanterre,.
Lors de la tuerie de Nanterre en 2002, Patrick Jarry, alors conseiller municipal chargé du contrat de ville, est gravement blessé par balles en contribuant à arrêter le tueur.
Il est maire de Nanterre à partir du 14 octobre 2004, ayant succédé à Jacqueline Fraysse démissionnaire,. Il est réélu en 2008, après que sa liste a obtenu 56,4 % des voix dès le premier tour de l'élection municipale (taux d'abstention de 48 %), puis en 2014, sa liste ayant obtenu 53,85 % des voix au premier tour (taux d'abstention de 50,96 %). Il est de nouveau réélu en 2020 au premier tour avec 51,91 % des voix (taux d'abstention de 66,13 %).
En 2008, il est élu conseiller général des Hauts-de-Seine et siège au sein du groupe communiste et citoyen. Il est élu conseiller départemental des Hauts-de-Seine en mars 2015.
Le 15 octobre 2009, il annonce son intention de se porter candidat à la présidence de l'Établissement public pour l'aménagement de la région de la Défense (EPAD). En 2010, la fusion en EPADESA de l'EPAD et de l'EPASA (Établissement public d'aménagement Seine-Arche) entraîne l'élection d'un président. Patrick Jarry est candidat mais il est battu (4 voix) par Joëlle Ceccaldi-Raynaud (12 voix), maire de Puteaux. Il renouvelle sa candidature en 2013 et est élu, puis réélu en 2017 avec l'aide des représentants de l'État et malgré la colère des élus de droite. Il conserve son poste jusqu'à la dissolution de cette structure en 2018.
Le 1er décembre 2015, il est élu président du syndicat d'études Paris Métropole au titre de l'alternance gauche-droite à la tête de cette structure.
Il est réélu pour la quatrième fois consécutive comme maire de Nanterre le 15 mars 2020.
Le 10 octobre 2023, Patrick  Jarry annonce qu'il va démissionner de ses fonctions de maire, une décision qu'il a officialisée sur le site de la ville le 13 octobre. Son successeur est Raphaël Adam, 16e maire  adjoint, élu par la majorité municipale le 19 octobre. Des rumeurs ont circulé sur d'éventuels problèmes de santé du maire ou sur une volonté  de ne pas se représenter à des élections dont l'issue serait incertaine, rumeurs que l'intéressé a démenties. La  démission du maire  en  cours   de mandat avec  désignation du successeur est une  pratique  courante  depuis  plus de  50 ans  à Nanterre.

### Prises de positions
- En 2006, Patrick Jarry propose de donner au nouveau collège qui doit ouvrir à la rentrée 2007, le nom du sociologue algérien proche de Pierre Bourdieu, Abdelmalek Sayad[22]. Une polémique s'ensuit qui verra le conseil général des Hauts-de-Seine imposer le nom de « République » pour le collège[23],[24],[25]. C'est un groupe scolaire qui portera le nom du sociologue.
- Dès 2014, Patrick Jarry entre en conflit avec le directeur du théâtre des Amandiers, Philippe Quesne, auquel il reproche ses choix artistiques. Ce dernier démissionne en 2020[26].
- En 2017, le maire et la municipalité décident de vendre un bien communal à la sœur d'un maire adjoint, en dessous de l'estimation faite par les domaines. Cette vente, dénoncée par l'opposition municipale, est annulée après que des élus de la majorité municipale ont retiré leur vote[27].

- En 2019, le maire et la majorité municipale décident de céder une ancienne école occupée par un centre de formation pour adultes qui devait libérer les locaux, à l'institut Ibn Badis pour agrandir la mosquée. Le prix de vente étant bien en dessous de l’estimation de France Domaine, le tribunal administratif suspend la vente en 2021 après que le préfet l'a saisi[28],[29]. En 2022, le préfet s'oppose de nouveau à cette vente au motif que le déclassement et le changement d'affectation du bâtiment n'ont pas été faits[30]. 	* Face à la crise du logement en 2022, Patrick Jarry milite pour l'obligation d'un minimum de 30 % de logements sociaux dans toutes les nouvelles opérations immobilières, l'augmentation des aides à la pierre pour diminuer les loyers dans les logements neuf, la lutte contre la spéculation foncière et la transformation d'immeubles de bureaux vacants en logements[31]. 	* En octobre 2022, des incidents violents ont lieu devant le lycée Joliot-Curie de Nanterre pendant plusieurs jours. Les élèves ont lancé cet appel au blocus pour réclamer le rétablissement de l’aide aux devoirs, la levée de l’interdiction de port de tenues amples, assimilés à des vêtements religieux et pour soutenir un professeur de mathématiques suspendu[32],[33],[34]. Plusieurs sont gardés à vue, le maire reçoit leurs familles et, avec la députée de la circonscription leur fournit un avocat[35]. 	* En novembre 2022, un jeune homme est assassiné dans le quartier Pablo Picasso[36],[37]. Patrick Jarry va réconforter la famille et publie un communiqué de presse[38].

- Après la mort de Nahel le 27 juin 2023[39], Patrick Jarry  apporte son soutien  à la  famille du jeune  homme  tué[40]  et  appelle à « arrêter cette spirale de la violence » à la suite des nuits agitées par des affrontements entre de jeunes émeutiers et les forces de l’ordre[41].

## Résultats électoraux

### Élections municipales
| Année | Parti | Parti | Commune  | Position      | 1er tour     | 1er tour | 1er tour | Sièges (CM) |         |
| Année | Parti | Parti | Commune  | Position      | % de votants | Voix     | %        | Sièges (CM) | Rang    |
| ----- | ----- | ----- | -------- | ------------- | ------------ | -------- | -------- | ----------- | ------- |
| 2008  |       | UG    | Nanterre | Tête de liste | 52,49        | 12 400   | 56,37    | Élu         | 43 / 53 |
| 2014  |       | UG    | Nanterre | Tête de liste | 49,04        | 11 525   | 53,85    | Élu         | 42 / 53 |
| 2020  |       | DVG   | Nanterre | Tête de liste | 33,87        | 8 324    | 51,91    | Élu         | 43 / 53 |

## Mandats

### Municipaux
- Maire de Nanterre du 14 octobre 2004 jusqu'au 19 octobre 2023
- conseiller municipal de Nanterre de 1989 à 2004
- Président de la SEMNA
- Président du conseil de quartier Université de 1989 à 2004
- Président de l'Office municipal des sports (OMEPS)
- Membre des commissions extra-municipales de l'aménagement puis de l'environnement
- Président de la Fédération des élus des entreprises publiques (FedEpl)

### Autres mandats
- Conseiller général du Canton de Nanterre-Nord (2008-2015) puis conseiller départemental du canton de Nanterre-1 depuis le 2 avril 2015
- Conseiller métropolitain du Grand Paris

## Distinction
- : Chevalier de la Légion d'honneur en 2002, à la suite de la tuerie de Nanterre.